# Myrtle Tannehill
Myrtle Tannehill Nichols (18 de mayo de 1886 – 25 de julio de 1977) fue una actriz estadounidense en teatro y en películas mudas.

## Primeros años
Myrtle Tannehill nació dentro de una familia teatral. Su madre era la actriz Maude Giroux, y su padre el actor y dramaturgo Frank Tannehill Jr. Sus abuelos, Frank Tannehill Sr. y Susan (Nellie) McMurray Tannehill, también estuvieron en el teatro. Su hermanastra mucho más joven, Frances Tannehill Clark, también se convirtió en actriz.

## Carrera
Las apariciones de Myrtle Tannehill en Broadway fueron principalmente en comedias, e incluyeron papeles en las obras Just out of College (1905), Mrs. Wiggs of the Cabbage Patch (1906), Electricity (1910), Broadway Jones (1912-1913), Get-Rich-Quick Wallingford (1917), Dear Brutus (1918-1919), The Bonehead (1920), The Broken Wing (1920-1921), The Dream Maker (1921-1922), Dodsworth (1934), The Philadelphia Story (1939-1940), y Pygmalion (1945-1946). En Londres actuó en Sealed Orders (1913) y The Show Off (1924). En 1916, ella y su marido Hale Hamilton realizaron una gira por Australia con su compañía teatral. En 1925 fue elegida para participar en Appearances, una obra de Garland Anderson.

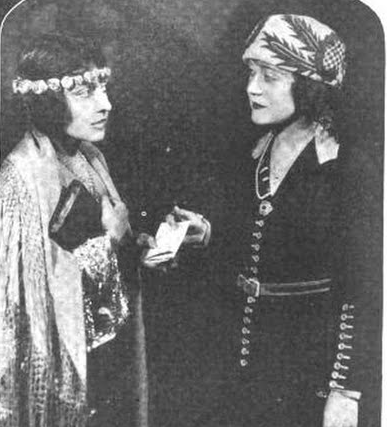
Inez Plummer y Myrtle Tannehill en una escena de The Broken Wing (1921).

Tannehill apareció en tres películas mudas: Ethel's Luncheon (1909), When the Mind Sleeps (1915), y The Barnstormers (1915). También hizo dos apariciones en televisión al final de su carrera, en "Murder by Choice", para Colgate Theatre (1949), y en "Follow Me", para Lights Out (1951).

## Vida personal
Myrtle Tannehill se casó con el actor Hale Hamilton en 1912, un mes después de que él se divorciara de la actriz  Jane Oaker. Tannehill y Hamilton se divorciaron en 1920, antes de que él se casara con su tercera esposa, la actriz Grace La Rue. Tannehill demandó a La Rue por alienación de afectos. En 1925, Tannehill se casó con el corredor de bolsa Charles G. Nichols. Se retiró de los escenarios tras su segundo matrimonio, pero volvió a actuar tras el crack bursátil de 1929. Myrtle Tannehill Nichols falleció en 1977, a los 91 años.